# Abierto de Estados Unidos 1975
El Abierto de Estados Unidos 1975 es un torneo de tenis disputado en superficie dura, siendo el cuarto y último torneo del Grand Slam del año.

## Finales

### Senior

#### Individuales masculinos[1]
Manuel Orantes vence a  Jimmy Connors, 6–4, 6–3, 6–4

#### Individuales femeninos[3]
Chris Evert vence a  Evonne Goolagong Cawley, 5–7, 6–4, 6–2

#### Dobles masculinos[4]
Jimmy Connors /  Ilie Năstase vencen a  Tom Okker /  Marty Riessen, 6–4, 7–6

#### Dobles femeninos[5]
Margaret Court /  Virginia Wade vencen a  Rosemary Casals /  Billie Jean King, 7–5, 2–6, 7–6

#### Dobles mixto[6]
Rosemary Casals /  Dick Stockton vencen a  Billie Jean King /  Fred Stolle, 6–3, 7–6

### Junior[7]

#### Individuales masculinos
Howard Schoenfield vence a  Chris Lewis, 6–4, 6–2

#### Individuales femeninos
Natasha Chmyeva vence a  Greer Stevens, 6–7, 6–2, 6–2

#### Dobles masculinos
El torneo comenzó en 1982

#### Dobles femeninos
El torneo comenzó en 1982